# Coppa Italia 2013-2014 (hockey su pista)
La Coppa Italia 2013-2014 è stata la 45ª edizione della principale coppa nazionale italiana di hockey su pista. La competizione ha avuto luogo con la formula della Final Eight dal 27 febbraio al 2 marzo 2014 presso il PalaPansini di Giovinazzo.
Il trofeo è stato conquistato dal Valdagno per la 2ª volta nella sua storia .

## Squadre partecipanti
| Qualificazione                                   | Club            |
| ------------------------------------------------ | --------------- |
| 1ª classificata in Serie A1 nel girone di andata | Forte dei Marmi |
| 2ª classificata in Serie A1 nel girone di andata | Breganze        |
| 3ª classificata in Serie A1 nel girone di andata | CGC Viareggio   |
| 4ª classificata in Serie A1 nel girone di andata | Valdagno        |
| 5ª classificata in Serie A1 nel girone di andata | Bassano         |
| 6ª classificata in Serie A1 nel girone di andata | Sarzana         |
| 7ª classificata in Serie A1 nel girone di andata | Follonica       |
| 8ª classificata in Serie A1 nel girone di andata | Trissino        |

## Risultati

### Tabellone
|  | Quarti di finale | Quarti di finale | Quarti di finale |               |               | Semifinali      | Semifinali | Semifinali |  |  | Finali | Finali   | Finali |
|  |                  |                  |                  |               |               |                 |            |            |  |  |        |          |        |
|  | 1                | Forte dei Marmi  | 4                |               |               |                 |            |            |  |  |        |          |        |
|  | 8                | Trissino         | 3                |               |               |                 |            |            |  |  |        |          |        |
|  | 8                | Trissino         | 3                |               | 1             | Forte dei Marmi | 3          |            |  |  |        |          |        |
|  |                  |                  |                  |               | 1             | Forte dei Marmi | 3          |            |  |  |        |          |        |
|  |                  | 4                | Valdagno         | 4             |               |                 |            |            |  |  |        |          |        |
|  | 4                | 4                | Valdagno         | 4             | Valdagno      | 4               |            |            |  |  |        |          |        |
|  | 4                |                  |                  |               | Valdagno      | 4               |            |            |  |  |        |          |        |
|  | 5                | Bassano          | 2                |               |               |                 |            |            |  |  |        |          |        |
|  |                  |                  |                  |               |               |                 |            |            |  |  | 4      | Valdagno | 5      |
|  |                  |                  | 3                | CGC Viareggio | 1             |                 |            |            |  |  |        |          |        |
|  | 2                | Breganze         | 3                |               |               |                 |            |            |  |  |        |          |        |
|  | 7                | Follonica        | 1                |               |               |                 |            |            |  |  |        |          |        |
|  | 7                | Follonica        | 1                |               | 2             | Breganze        | 0          |            |  |  |        |          |        |
|  |                  |                  |                  |               | 2             | Breganze        | 0          |            |  |  |        |          |        |
|  |                  | 3                | CGC Viareggio    | 2             |               |                 |            |            |  |  |        |          |        |
|  | 3                | 3                | CGC Viareggio    | 2             | CGC Viareggio | 4               |            |            |  |  |        |          |        |
|  | 3                |                  |                  |               | CGC Viareggio | 4               |            |            |  |  |        |          |        |
|  | 6                | Sarzana          | 3                |               |               |                 |            |            |  |  |        |          |        |

### Quarti di finale
| Arbitri: | Andrisani (Matera) Fermi (Piacenza) |

|                                                   |           |                                            |
| P. Cancela 0'40" 3'32" 19'23" P. Gil Gómez 16'57" | Marcatori | 0'17" A. Giménez 12'00" 13'35" M. Pallares |

| Arbitri: | Barbarisi (Salerno) Giovine (Eboli) |

|                                    |           |                   |
| S. Silva 5'07" 38'36" Cacau 11'33" | Marcatori | 37'55" A. Franchi |

| Arbitri: | Andrisani (Matera) Fermi (Piacenza) |

|                                                                |           |                                          |
| F. Montigel 0'35" M. Montivero 21'14" 47'59" D. Motaran 38'36" | Marcatori | 18'04" 36'51 D. Borsi 28'59" L. Sterpini |

| Arbitri: | Eccelsi (Novara) Fronte (Novara) |

|                                                   |           |                                       |
| C. Nicolía 1'57" 5'49" 28'02" M. Tataranni 38'33" | Marcatori | 26'02" S. Campagnolo 30'51" P. García |

### Semifinali
| Arbitri: | Andrisani (Matera) Fermi (Piacenza) |

|                                 |           |                                                                  |
| P. Cancela 12'33" 21'45" 31'38" | Marcatori | 12'19" 29'52" C. Nicolía 23'26" M. Rodríguez 26'38" M. Tataranni |

| Arbitri: | Eccelsi (Novara) Fronte (Novara) |

|  |           |                                       |
|  | Marcatori | 29'11" M. Montivero 35'37" D. Motaran |

### Finale
| Arbitri: | Eccelsi (Novara) Fronte (Novara) |

|                    |           |                                                                      |
| M. Montivero 3'45" | Marcatori | 5'58" 12'32" M. Tataranni 13'21" 18'56" F. Platero 21'23" C. Nicolía |

| CGC Viareggio    |  |                       |
|                  |  |                       |
| P                |  | Leonardo Barozzi      |
| E                |  | Mirko Bertolucci      |
| E                |  | Fernando Montigel     |
| E                |  | Davide Motaran        |
| E                |  | Martin Montivero      |
| E                |  | Alessandro Bertolucci |
| E                |  | Elia Cinquini         |
| E                |  | Romeo D'Anna          |
| E                |  | Samuele Muglia        |
| P                |  | Lorenzo Paoli         |
| Allenatore:      |  |                       |
| Massimo Mariotti |  |                       |

| Valdagno 1938 |  |                          |
|               |  |                          |
| P             |  | Riccardo Gnata           |
| E             |  | Diego Nicoletti          |
| E             |  | Carlos Nicolía           |
| E             |  | Franco Platero           |
| E             |  | Massimo Tataranni        |
| E             |  | Andrea Bicego            |
| E             |  | Mattia Cocco             |
| E             |  | Sergio Festa             |
| E             |  | Mario Rodríguez Figueroa |
| P             |  | Davide Pertegato         |
| Allenatore:   |  |                          |
| Franco Vanzo  |  |                          |